# 自然脈絡
自然脈絡(英文：Natural Network，縮寫：NNW)，香港自然教育社會企業，成立於2004年，2012年於上水雞嶺開設教育農場。自然脈絡每年為上萬名大、中、小學生及成年人舉辦環保教育活動。現任總幹事為莫皓光。

## 歷史
自然脈絡於2004年成立，最初是香港青年協會將軍澳青年空間旗下一個義工小組，2005年註冊成為公司，現為一所自然教育社會企業。 

## 出版刊物
- 《情約自然》，(2004 - 2011)，已停刊
- 《脈絡號》，(2013 - 現在)

## 外部連結
- 自然脈絡官方網址 （页面存档备份，存于）

https://www.facebook.com/naturalnetwork/ （页面存档备份，存于） 自然脈絡Facebook]